# Шилинський сільський округ (Джангельдинський район)
Шили́нський сільський округ (каз. Шилі ауылдық округі, рос. Шилийский сельский округ) — адміністративна одиниця у складі Джангельдинського району Костанайської області Казахстану. Адміністративний центр — село Шилі.
Населення — 423 особи (2021; 854 у 2009, 1515 у 1999, 2606 у 1989).
Станом на 1989 існували Шилинська сільська рада (села Кизилкемер, Сасиксор, Тажен, Шилі) та Юбілейна сільська рада (села Цілинне, Юбілейне). 2019 року до складу Шилинської сільської адміністрації була включена територія ліквідованої Мілісайської сільської адміністрація і вона була перетворена округом.

## Склад
До складу адміністрації входять такі населені пункти:
| Населений пункт  | Старі назви       | Населення, осіб (1989) | Населення, осіб (1999) | Населення, осіб (2009) | Населення, осіб (1999) |
| ---------------- | ----------------- | ---------------------- | ---------------------- | ---------------------- | ---------------------- |
| Кизилкемер, село | -                 | 263                    | -                      | -                      | -                      |
| Мілісай, село    | Юбілейне, Мілисай | 1074                   | 809                    | 388                    | 195                    |
| Сасиксор, село   | -                 | 229                    | 64                     | -                      | -                      |
| Тажен, село      | -                 | 91                     | -                      | -                      | -                      |
| Цілинне, село    | -                 | 47                     | -                      | -                      | -                      |
| Шилі, село       | -                 | 902                    | 642                    | 466                    | 228                    |